# دمتر
دِمِتِر (به یونانی: Δημήτηρ Dēmḗtēr)، رب‌النوع در اساطیر یونانی، یکی از دوازده ایزد المپ‌نشین و الههٔ حاصلخیزی زمین، حبوبات و نان است. فرزند کرونوس و رئا بود و از برادرش زئوس، صاحب دختری به نام پرسفونه شد که الاهه عالم اموات است. 
وی به بشر هنر کاشت و برداشت را آموخت تا بالاخره بتوانند به زندگی عشایری خود پایان دهند. به این ترتیب، دِمِتِر همچنین ایزدبانوی برنامه‌ریزی‌های جامعه به‌شمار می‌رفت و در میان مردمان روستایی بسیار محبوبیت داشت. به عنوان یکی از الهه‌های حاصلخیزی، او برخی مواقع با گایا و رئا و همچنین سرس در اساطیر روم، قابل قیاس است.
وقتی که هادس، پرسفونه را دزدید دمتر برای بازگشت دخترش بسیار تلاش کرد؛ تا این که هادس قبول کرد پرسفونه را پس بدهد، ولی پیش از آن اناری به او تعارف کرد و پرسفونه سه دانه از آن انار را خورد. طبق قانون، هرکس چیزی از دنیای زیرین می‌خورد، محکوم به زندگی در آنجا می‌شد، اما باز هم دمتر از تلاش بازنایستاد و بالاخره قرار شد که پرسفونه هشت ماه از سال را روی زمین و پیش مادرش زندگی کند و چهار ماهِ سال را زیر زمین و نزد شوهرش به سر ببرد.
طی آن هشت ماهی که پرسفونه روی زمین است، مادرش دمتر خوشحال است و فصل بهار و تابستان و پاییز را باعث می‌شود، و در طول آن چهار ماهی را که پرسفونه در دنیای زیرین زندگی می‌کند، دمتر ناراحت است و فصل زمستان را باعث می‌شود.

## دمتر در آثار هنری
دِمِتِر در آثار هنری باستان، به‌شکل زنی جدی و اغلب در حالت نشسته، که بیشتر مواقع خوشهٔ گندمی به دست و تاج گلی به سر دارد، به تصویر کشیده می‌شد. تندیس مشهور او توسط کنیدوس در اواسط قرن چهارم پیش از میلاد ساخته شده‌است. نمادهای مرتبط با او، میوه‌های زمینی و مشعل می‌باشند، که احتمالاً وجود مشعل اشاره به جستجوی او برای دخترش پرسفونه دارد. حیوانات مقدس او، مار (موجودی مرتبط با زمین) و خوک (نماد دیگری از باروری و حاصلخیزی) هستند.